# Coda di Spence

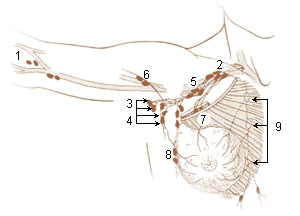
I linfonodi 3 e 4 sono nella cosiddetta zona coda di Spence

La coda di Spence (nota anche come coda ascellare) è un'estensione del tessuto del seno che si estende nel cavo ascellare. È in realtà un'estensione del quadrante laterale superiore del seno. Si passa nell'ascella attraverso un'apertura nella fascia profonda chiamata forame di Langer.

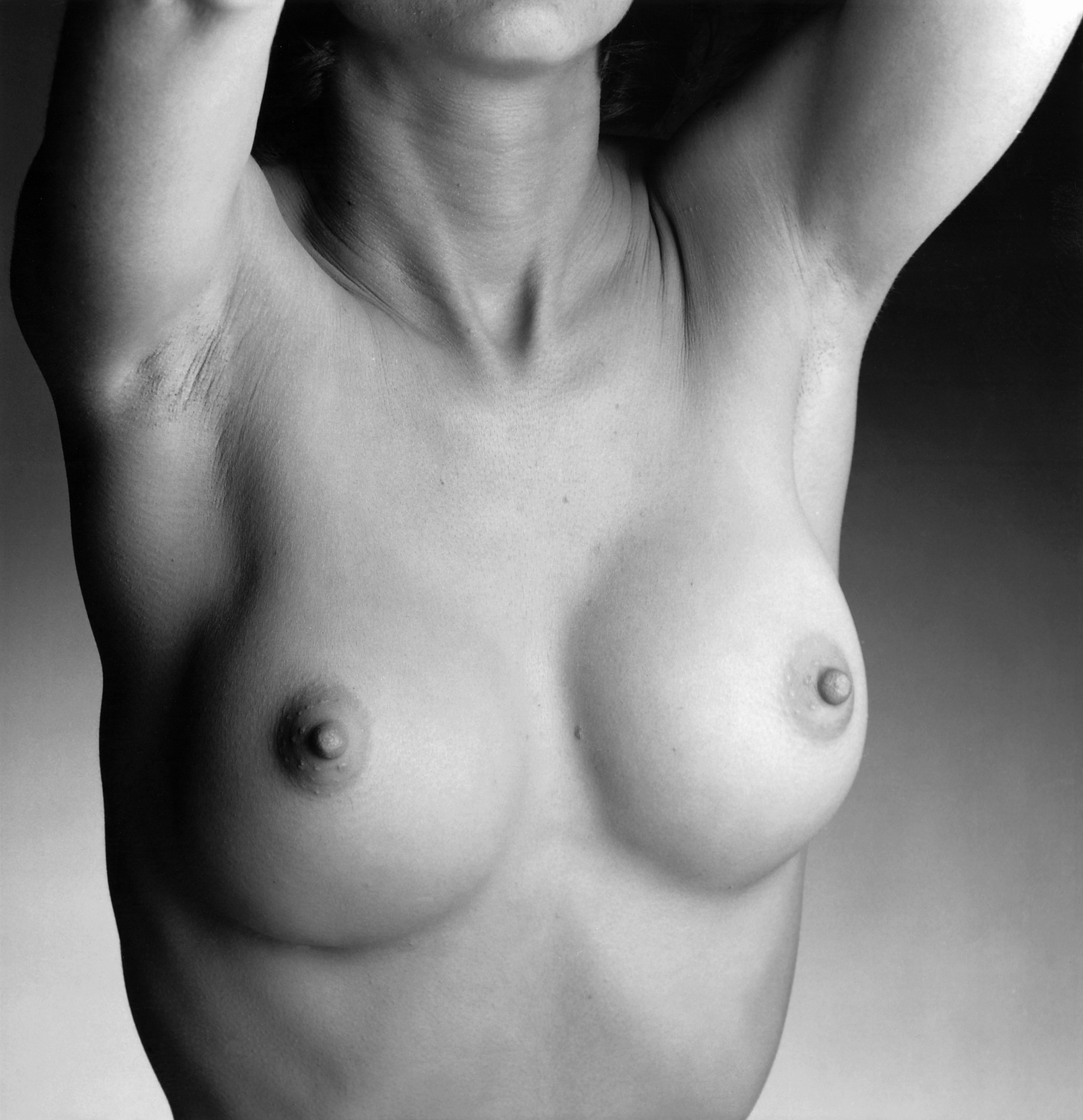
Notare la zona tra la parte alta delle ascelle e la parte sovra-laterale del seno, chiamata coda di Spence

Questa estensione prende il nome dal chirurgo scozzese James Spence.